# ÖBB-Einheitsführerstand
Der ÖBB-Einheitsführerstand ist ein Führerstand bei österreichischen Normalspur-Triebfahrzeugen, der Anfang der 1980er Jahre erstmals von den Österreichischen Bundesbahnen (ÖBB) verbaut wurde und die Bedienung von neu entwickelten Triebfahrzeugen vereinheitlichen sollte.

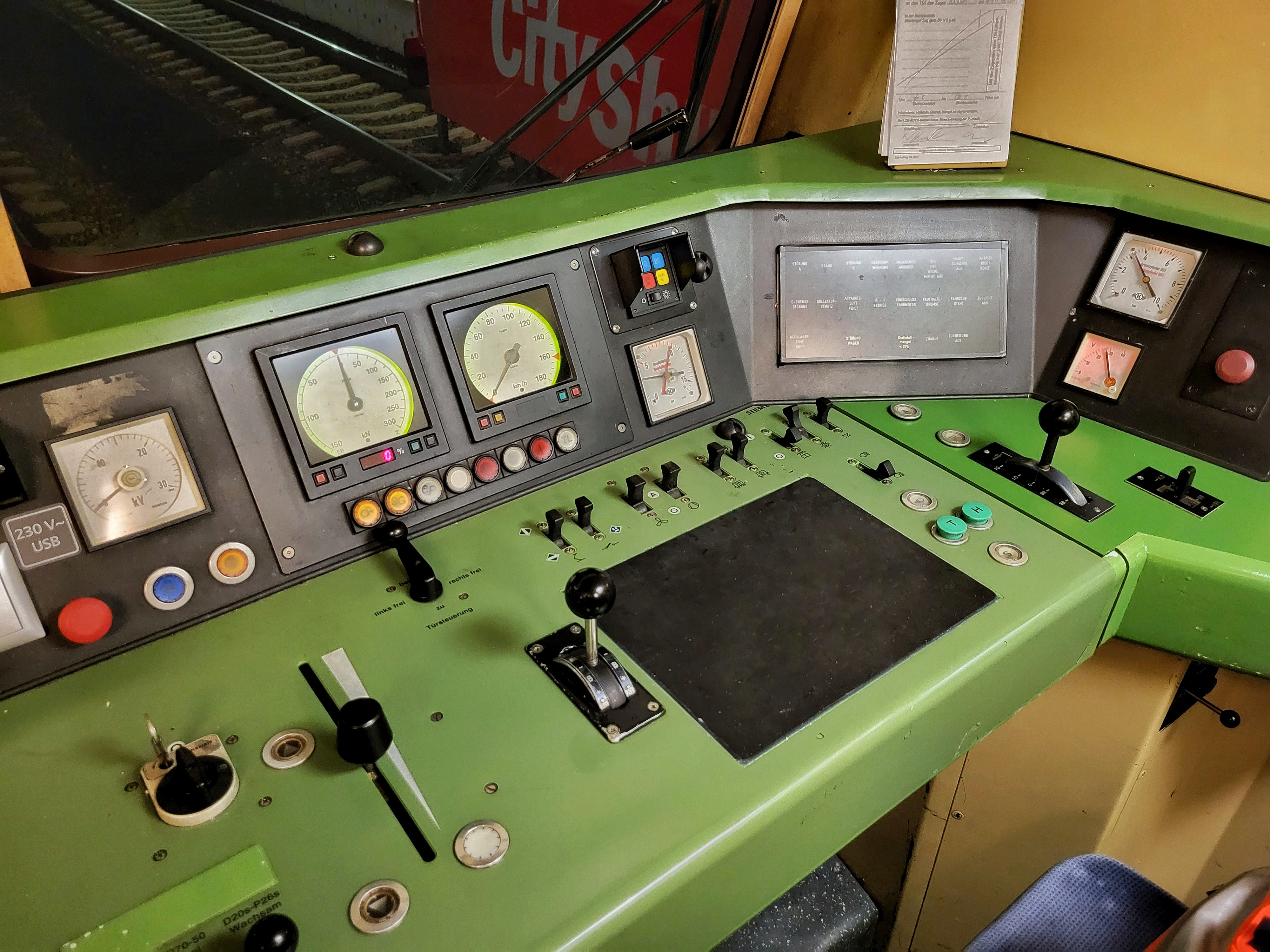
ÖBB-Einheitsführerstand

## Anwendung
Die ersten Fahrzeuge, die ab 1982 mit diesem Führerpult ausgeliefert wurden, waren die Elektro-Verschublokomotiven der Reihen 1063/1064 sowie ab 1989 die Diesel-Verschublokomotiven der Reihe 2068. In den 1990er Jahren folgten die Elektrolokomotiven der Reihen 1014, 1822, 1012 und 1163 sowie die Doppelstock-Steuerwagen der Reihe 8633. Die letzten Fahrzeuge, bei denen dieses Führerpult verbaut wurde, waren die Steuerwagen der Reihe 8075/8073, welche aus einem Umbau hervorgingen, der bis in die frühen 2000er Jahre andauerte.

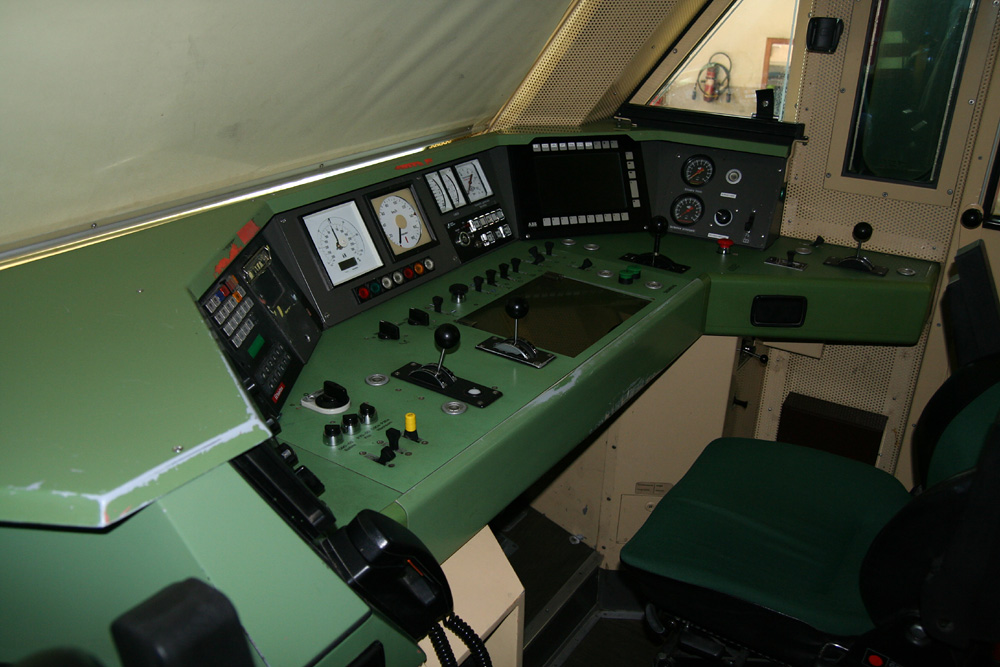
Führerstand bei einer Lok der Reihe 1822

## Aufbau
Im Aufbau unterscheiden sich die Verschubloks (1063/1064/1163/2068) von den Streckenfahrzeugen (1014/1822/1012/8633/8073) lediglich in der Anordnung der Bedienelemente. Die Funktion bleibt dieselbe.
Das Aufschalten von Zugkraft erfolgt zeitgesteuert über einen Zugkraftschalter mit kombiniertem E-Bremssteller. Wird der Zugkraftschalter in die Stellung + befördert, schaltet das Fahrzeug zeitabhängig immer mehr Leistung auf. In der Stellung F kann die aktuelle Auswahl festgehalten werden. Die Bedienung der E-Bremse erfolgt sinngemäß in die Gegenrichtung. Jede Stellung ist gerastet. Die genannten Verschublokomotiven verfügen zusätzlich über die Stellung ++, in welcher aus dem Stillstand beinahe mit dem vollen Drehmoment angefahren werden kann.
Die indirekte Bremse unterscheidet sich in die Führerbremsventilanlagen Bauart HZE und HZR. Das Aufschalten von Bremskraft erfolgt elektropneumatisch und ebenfalls zeitgesteuert. Die Stellungen Volllösen, Lösen und Bremsen sind getastet. Jede andere gerastet.
Eine Schnellbremsung kann sowohl mit der Führerbremsventilanlage als auch dem Zugkraftschalter ausgeführt werden.
Die Streckenfahrzeuge verfügen allesamt über einen Vsoll-Steller, mit welchem eine Geschwindigkeits-Obergrenze vorgewählt werden kann.